# Лауреана Чиленто
Лауреа̀на Чилѐнто (на италиански: Laureana Cilento) е село и община в Южна Италия, провинция Салерно, регион Кампания. Разположено е на 452 m надморска височина. Населението на общината е 1185 души (към 2010 г.).